# Willa Wagner I

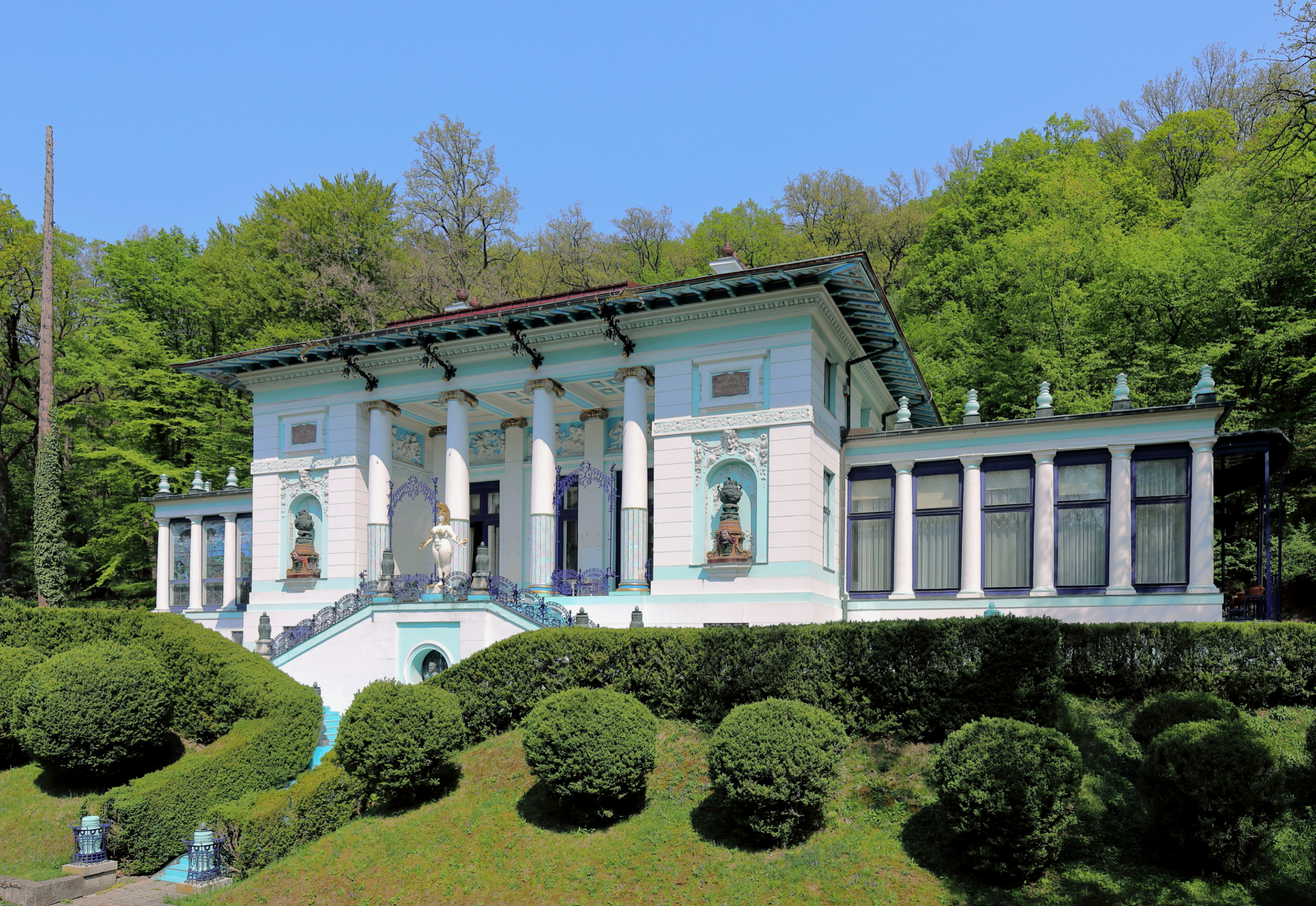
Pierwsza willa Ottona Wagnera w Penzing (widok obecny)

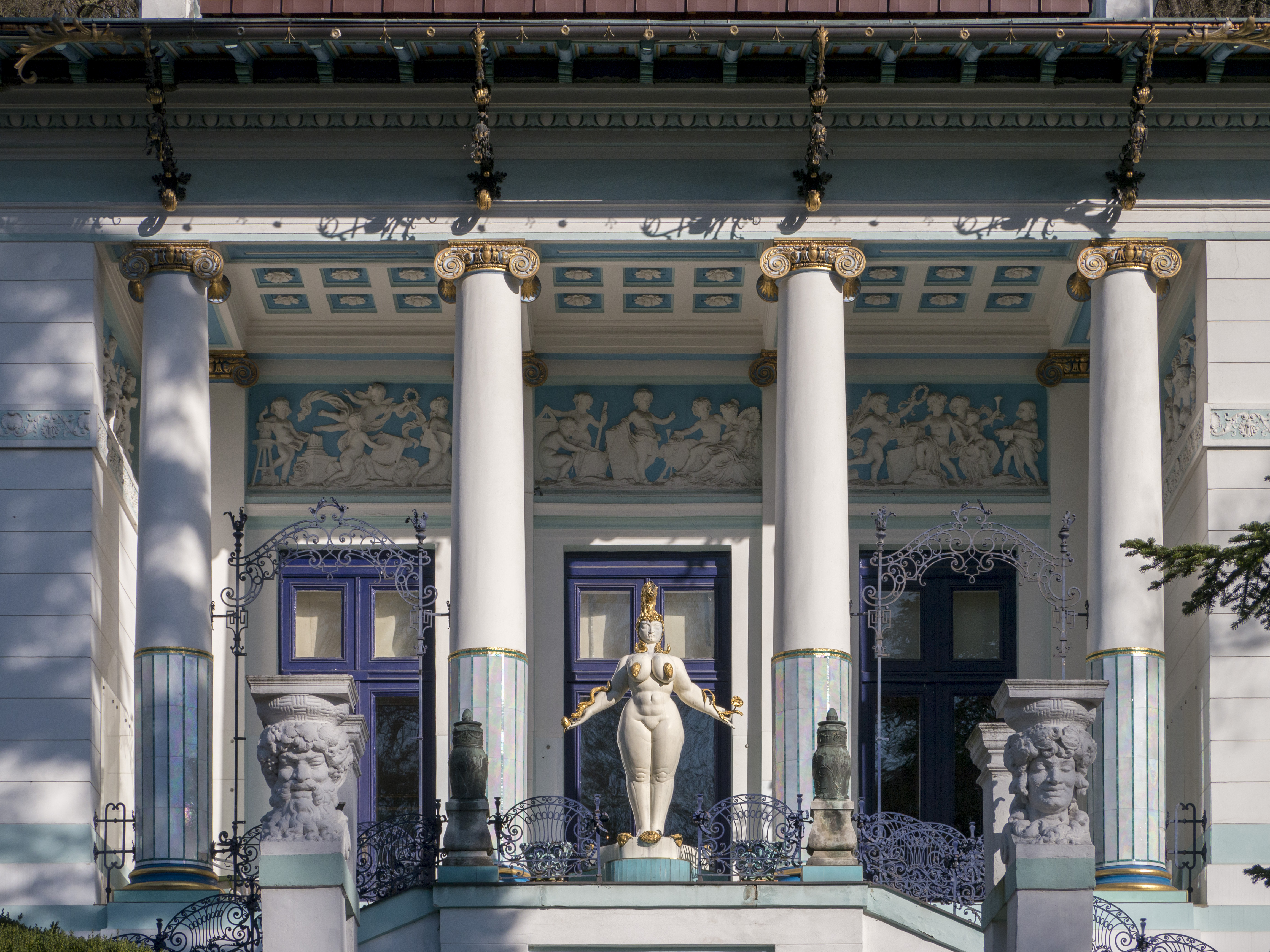
Fasada budynku głównego willi Wagnera z arkadami

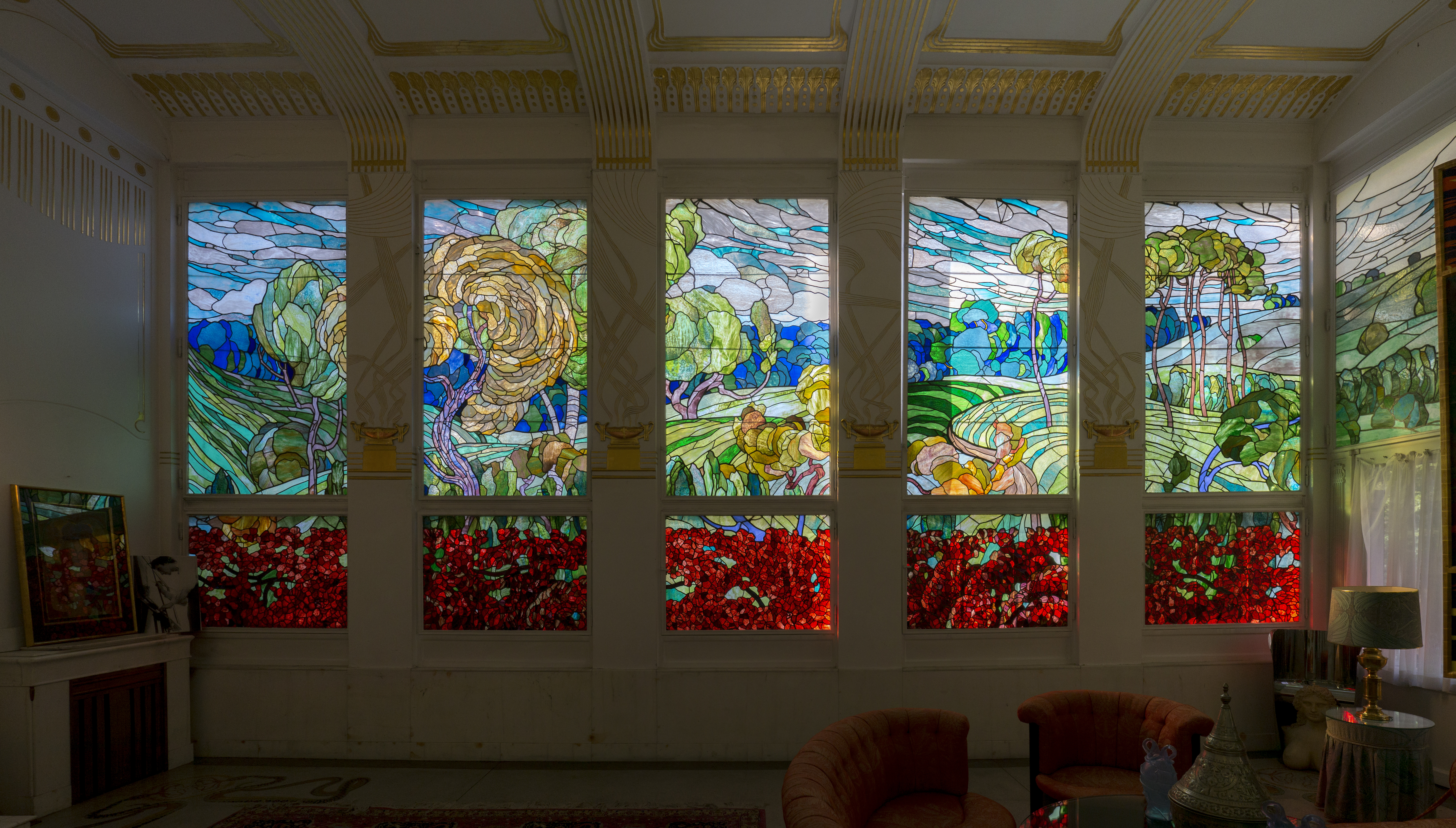
Willa Otto Wagnera – Sala Adolfa Böhma

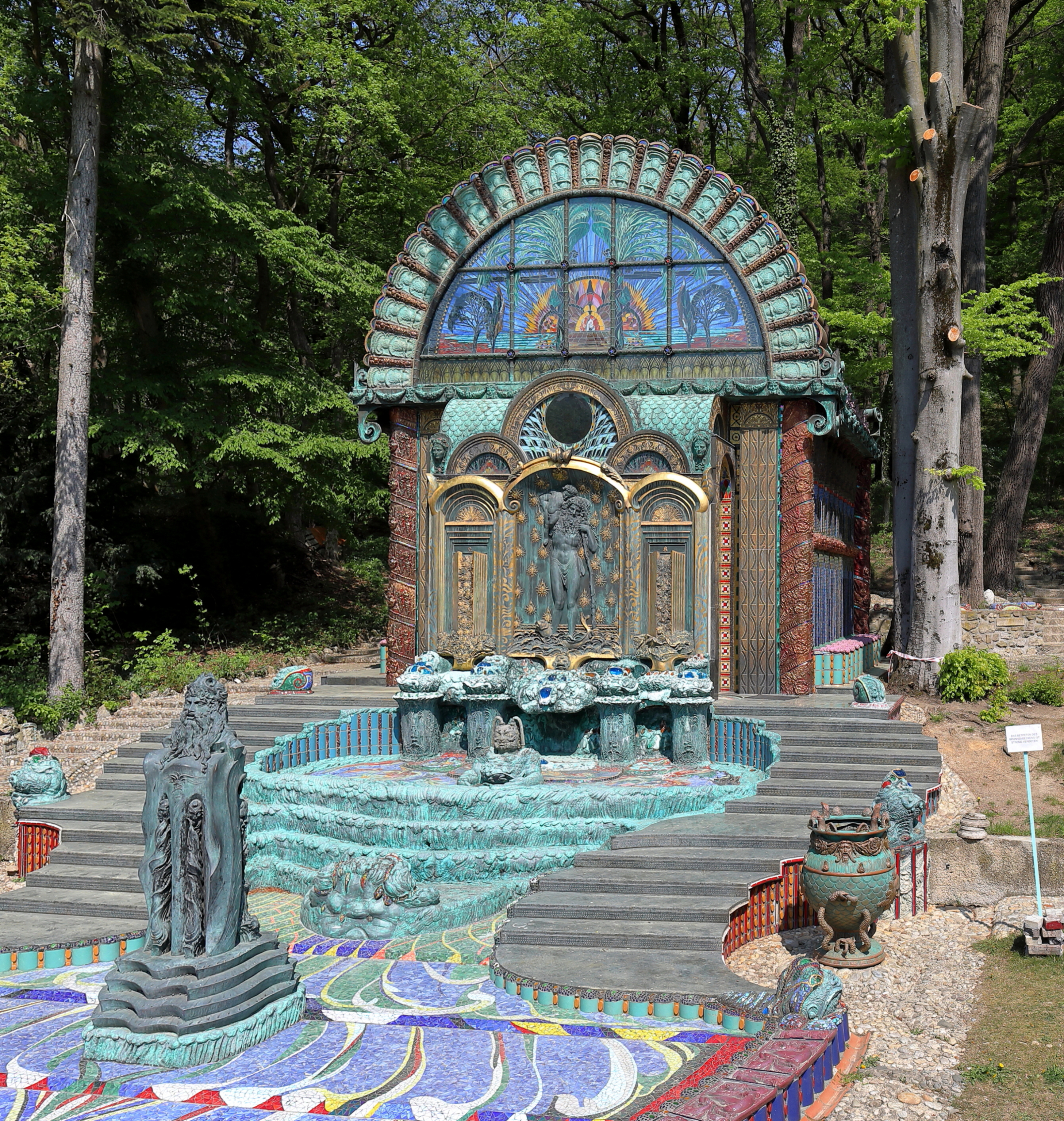
Bizantyjski budynek Ernsta Fuchsa wraz z fontannami „Nymphäum Omega” i Mojżesza w parku otaczającym willę

Villa Wagner I (inaczej: Otto-Wagner-Villa, Ben-Tieber-Villa i (Ernst-) Fuchs-Villa) – willa mieszkalna wybudowana w l. 1886-1888 według projektu Ottona Wagnera w Hütteldorf, przy Hüttelbergstraße, obecnie mieści prywatne Muzeum Ernsta Fuchsa.

## Historia
Wybudowana w l. 1886-1888 według projektu Ottona Wagnera willa położona na skraju Lasu Wiedeńskiego („Wiener Wald”) miała w pierwotnym zamyśle stanowić letni dom dla architekta i jego rodziny. Od 1895 rodzina Wagnerów mieszkała tu na stałe, przez cały rok. Stała się zarazem jednym z ośrodków secesji wiedeńskiej. czas spędzali tu m.in. Gustav Klimt, Josef Hoffmann, Gustav Mahler i inni. Gdy dzieci Wagnera podrosły i wyprowadziły się z domu rodziców, przeniósł się wówczas wraz z żoną do wybudowanego obok w l. 1912-1913 znacznie mniejszego domu – Willi Wagnera II. Willę I sprzedał zaś w 1912 wraz z otaczającą go parcelą przedsiębiorcy wodewilowemu i dyrektorowi Teatru Apollo, Benowi Tieberowi, który uciekając przed reżimem nazistowskim, wyemigrował za granicę w połowie lat 30. XX wieku. W 1938 willa została zarekwirowana na polecenie Baldura von Schiracha i stanowiła ośrodek wypoczynkowy Hitlerjugend. Po II wojnie światowej willa przechodziła drogą sprzedaży w ręce kolejnych właścicieli, sam zaś obiekt niszczał, a w 1963 roku pojawiły się nawet plany jej rozbiórki. Od tego losu willę ocalił malarz Ernst Fuchs, który wraz z Friedensreichem Hundertwasserem i Arnulfem Rainerem zorganizował akcję ratunkową. Ostatecznie w 1972 roku kupił posiadłość za 14 milionów szylingów. Willa w tym czasie była pozbawiona wyposażenia, w tym oryginalnych mebli, tapet, klamek. W następnych latach wyremontował i zaadaptował willę oraz założył tu swoją pracownię. Stworzył tu zarazem ośrodek życia artystycznego, w którym uczestniczyli m.in. Placido Domingo, Oskar Werner i Falco. Od 1988 r. w części willi mieści się prywatne Muzeum Ernsta Fuchsa, którym kieruje Cornelia Mensdorff-Pouilly. Odnowiona w latach 1972–1974 willa według wizji Ernsta Fuscha łączy wnętrza zaprojektowane przez Wagnera z wyposażeniem i dziełami Fuchsa. W ramach Muzeum Ernsta Fuscha zwiedzający mogą zobaczyć parter i piętro, w których znajdują się wykonane na zamówienie meble oraz wielkoformatowe obrazy, tkaniny i erotyczne posągi z brązu. Całość stanowi swoisty hołd oddany Fantastycznemu Realizmowi. Willa od śmierci 9 listopada 2015 Ernsta Fuchsa jest własnością jego spadkobierców.

## Budynek willi
Willa została zaprojektowana przez Ottona Wagnera jako budowla odwołująca się do zasad historyzmu, w stylu szanowanego przez niego Andrea Palladio. W bryle obiektu dominuje budynek centralny z fasadą z jońskimi kolumnami, do którego prowadzi podjazd i schody. Za nim kryje się Duży Salon (Grosser Salon). W czasach Wagnera była to ciemna sala w stylu historyzmu z dużymi kopiami Rubensa na ścianach. Ponieważ nie zachowała się do naszych czasów Ernst Fuchs przebudował salon, używając białego marmuru karraryjskiego, weneckich draperii i orientalnych dywanów. Centralnym punktem salonu jest zakupiony specjalnie dla tej sali ogromny żyrandol, który został wykonany w stylu Historimusa z Murano. Na ścianach znajduje się powstałe w l. 1977-1984 sześć monumentalnych obrazów opartych na motywach biblijnych i archaicznych.Na piętrze znajduje się zaprojektowana przez Ernsta Fuchsa łaźnia rzymska (Römisches Bad) z mozaiką rajskiego ptaka na przedniej ścianie wanny autorstwa Kolomana Mosera. W posadzce sali znajduje się rzymski basen. Jej wyposażenie stanowią Sfinksy wykonane z brązu i marmuru oraz 12 akwarel z „cyklu Lohengrin” z lat 70.
Skrzydła boczne posiadają elewacje przeszklone od strony ulicy elementami kolumn doryckich. Oba zostały przebudowane po sprowadzeniu się Wagnerów na stałe. W 1895 znajdującą się w skrzydle południowym (prawym) palmiarnię przebudowano na salon bilardowy (Blauer Salon). Ponieważ oryginalne wyposażenie sali nie zachowało się Ernst Fuchs salon zaprojektował na nowo. Nawiązaniem do Ottona Wagnera jest proporcjonalnie i geometrycznie zaprojektowany szklany sufit lapis lazuli z pozłacanymi gwiazdami. W 1900 roku południowe (lewe) skrzydło zostało przebudowane i do dziś stanowi najpiękniejszą zachowaną salą secesyjną w Wiedniu („Adolf Böhm-Saal”). Zostały tu zachowane wszystkie detale zwłaszcza wspaniałe, duże okna ze szkła Tiffany autorstwa Adolfa Böhma. Na ścianach sali znajdują się wczesne ekspresjonistyczne rysunki węglem i ołówkiem Ernsta Fuchsa z lat 1945–1946, takie jak „Kobieta w lustrze domu” i „Miasto II” i „Fałszywy Mesjasz” odzwierciedlają doświadczenia 16-letniego Fuchsa z okresu wojny i pierwszych lat powojennych.

## Park
Willę otacza park, przechodzący w naturalny las, w którym znajduje się tysiącletni najstarszy dąb w Wiedniu. W latach 1992–1996 Ernst Fuchs zbudował u podnóża parku między pierwszą a drugą Otto Wagnera budynek w stylu bizantyjskim z fontanną Nymphäum Omega. Przed nim znajduje się fontanna Mojżesza, która pokryta jest mieniącą się kolorową szklaną mozaiką Tiffany’ego. Przy wjeździe na teren posiadłości znajduje się zaprojektowany przez Fuscha budynek kawiarni wraz z fontanną. W czasach Ottona Wagnera w parku znajdowała się niezachowana kręgielnia.

## Literatura
- Wagner Otto (1841-1918) w: Jerzy Z. Pająk, Adam Penkalla, Jerzy Szczepański, Słownik biograficzny XIX wieku, Toruń 2005, s. 636, ISBN 83-7441-179-1.
- Kenneth Frampton, Modern Architecture. A Critical History, wydawnictwo Thames and Hudson (wyd. 4, 2020), s. 83
- Dehio-Handbuch Wien. X. bis XIX. und XXI. bis XXIII. Bezirk. Verlag Anton Schroll, Wien 1996
- Otto Wagner w: Architektenlexikon Wien 1770 – 1945, [21.11.2021]
- ERNST FUCHS MUSEUM – Die Otto Wagner Villa [21.11.2021]
- ERNST FUCHS MUSEUM – Das Muzeum [21.11.2021]